# Canadian Amateur Hockey League
- Amateur Hockey Association (1893–1898)
- Canadian Amateur Hockey League (1898–1905)
- Eastern Canada Amateur Hockey League (1905–1906)
- Eastern Canada Amateur Hockey Association (1906–1909)
- Canadian Hockey Association (1909–1910)
- National Hockey Association (1909–1917)
- National Hockey League (seit 1917)

Die Canadian Amateur Hockey League war eine Eishockey-Liga, die 1898 gegründet wurde und die vorher bestehende Amateur Hockey Association in Kanada ablöste. Die Liga bestand nur 7 Saisons und wurde 1905 durch die Eastern Canada Amateur Hockey League ersetzt.

## Teilnehmende Clubs
- Montréal AAA
- Montreal Shamrocks
- Montréal Victorias
- Ottawa HC (1898–1904)
- Quebec HC
- Montréal Nationals (1904–05)
- Montreal Westmount (1904–05)

## Meister
- 1898/99: Montreal Shamrocks
- 1899/00: Montreal Shamrocks
- 1900/01: Ottawa HC
- 1901/02: Montreal AAA
- 1902/03: Ottawa HC
- 1903/04: Quebec HC
- 1904/05: Montreal Victorias

Siehe auch: Stanley Cup